# Paul Etoga
Paul Etoga, né en 1911 à Nkolmewouth (Mbankomo) dans la Région du Centre et mort le 13 mars 1998 à Yaoundé, est un prélat catholique camerounais, évêque de Mbalmayo de 1961 à 1987, puis évêque émérite.

## Biographie
Très jeune, il attira l'attention des missionnaires et en 1923, il fut inscrit à l'école catholique de Mvolyé. Le 20 janvier 1924, il reçut son baptême. Après son cycle primaire en 1927, il entra au petit séminaire transferé à Nlong puis à Akono. En 1933 ,Etoga fut admis au grand séminaire et Ordonné prêtre le 19 septembre 1939, il est nommé évêque auxiliaire de Yaoundé et évêque titulaire de Cyparissia (de) le 3 juillet 1955, puis évêque de Mbalmayo le 24 juin 1961, charge qu'il conserve jusqu'à sa retraite le 7 mars 1987. Adalbert Ndzana lui succède.
Entre 1962 et 1965, il participe au concile Vatican II, de la 1re à la 4e session.

## Œuvres
Il est l'auteur d'une autobiographie, publiée sous le titre Paul Etoga : premier évêque autochtone de l'Afrique Centrale, fondateur et premier évêque du diocèse de Mbalmayo : mon autobiographie (1995).